# Argentine aux Jeux olympiques d'été de 1956
L'équipe olympique argentine participe aux Jeux olympiques d'été de 1956 à Melbourne. Elle y remporte deux médailles : une en argent et une en bronze, se situant à la vingt-neuvième place des nations au tableau des médailles. L'athlète Cristina Hardekopf est la porte-drapeau d'une délégation argentine comptant 28 sportifs (27 hommes et 1 femme).